# Наталия Наришкина
Наталия Кириловна Наришкина е руска царица от 1671 до 1676 г. Тя е втора съпруга на цар Алексей и майка на цар Петър Велики.

## Произход и ранни години
Наталия произхожда от рода на татарски боляри. Дъщеря е на Кирил Полуектович Наришкин и Анна Лвовна Леонтиева. Наталия постъпва в дома на прозападно настроения болярин Артамон Матвеев във връзка с далечното си роднинство със съпругата му, шотландката Мари Хамилтън. Там Наталия е забелязана от цар Алексей.

## Руска царица
Наталия Наришкина се омъжва за цар Алексей на 1 февруари 1671 г. и става руска царица. Тя ражда на Алексей три деца:
- царевич Петър Алексеевич
- царевна Наталия Алексеевна
- царевна Фьодора Алексеевна.

Цар Алексей умира през 1676 г. и на престола се възкачва синът му цар Фьодор III. За Наталия настъпват трудни времена. Тя застава начело на рода Наришкини в неуспешната им борба срещу рода Милославски. По време на Фьодор III тя живее с децата си в московските села Коломенское и Преображенское.

## Регент на Петър I
Фьодор III почива през 1682 г. и на престола се възкачва десетгодишният син на Наталия, цар Петър I. Той е издигнат от болярската дума, поради физическите и умствени недъзи на по-големия му полубрат Иван. Наталия Наришкина, братята ѝ, Артамон Матвеев и патриархът стават регенти на малолетния Петър I. В отговор по-голямата сестра на Петър и Иван, София Алексеевна, организира бунт на стрелците на 15 май 1682 г. По време на безредиците Артамон Матвеев и двама от братята на Наталия са убити, а баща ѝ, Кирил Наришкин, е насилствено замонашен. Думата обявява Петър и Иван за царе, като Иван е издигнат за по-старши от брат си. Техен регент и фактически управник става София, която отстранява Наталия Наришкина от регентския съвет.

## Следващи години
По време на управлението на София като регент на Петър и Иван Наталия Наришкина не живее в опасност, а в мизерия. Тя получава финансова подкрепа от патриарха и Православната църква. По това време Наталия и Петър продължават да пребивават в село Преображенское.
През 1689 г. Петър успява да отстрани сестра си София и я затваря в манастир. Той продължава да управлява заедно с брат си Иван. Наталия се завръща в двора и става негов неформален лидер. Брат ѝ, Лев Наришкин, е назначен за министър на външните работи, но, де факто, оглавява цялото правителство. По настояване на Наталия Петър се жени за Евдокия Лопухина през 1689 г.
През 1690 г. умира московският патриарх Кирил, а начело на църквата царят желае да назначи митрополита на Псков, Марселий, който е пътувал в чужбина и владее няколко чужди езика. Въпреки това Наталия оглавява консервативната фракция, която желае начело на Руската православна църквата да застане консерватиният казански митрополит Адриян.
Наталия Наришкина умира през 1694 г. след кратко боледуване.